# Alfred Francis Russell
Alfred Francis Russell (ur. 25 sierpnia 1817, zm. 4 kwietnia 1884) – prezydent Liberii od 20 stycznia 1883 do 7 stycznia 1884. Wyemigrował do Liberii w 1833 roku wraz z matką Amelie „Milly” Crawford, kuzynką Lucretią Russell oraz czwórką jej dzieci. Działał jako misjonarz kościoła metodystów, którą to funkcję porzucił na rzecz uprawy kawy i cukru. Piastował stanowisko w senacie, był wiceprezydentem u boku Anthony’ego Gardinera, którego zastąpił na stanowisku prezydenckim, po rezygnacji poprzednika z racji słabego stanu zdrowia.

## Życiorys
Russell urodził się w Lexington, jako syn niewolnicy Amelie „Milly” Crawford, należącej do plantatorki Jane Hawkins Todd Irvine. Wraz z matką zostali sprzedani Robertowi Wickliffe'owi oraz Mary Owen Todd-Russell lub pannie Polly, którą nazywano bogatą dziedziczką fortuny pułkownika Johna Todda. Ten ostatni był bratem Leviego Todda, dziada Mary Todd Lincoln. Jak pisał polityk Robert Breckinridge, Russell był nieślubnym dzieckiem Johna Russella (syna Mary Owen Todd-Russell), który przybył pewnego lata na plantację matki i poznał kwarteronkę Milly Crawford. Piętnaście lat po narodzinach dziecka, Milly została wyzwolona wraz z synem, po czym wyemigrowała do Liberii, przeprawiając się przez Atlantyk na brygu „Ajax”. Do Monrovii trafili 11 lipca 1833.

### Kariera polityczna
W 1881 roku Anthony Gardiner po raz trzeci został prezydentem, zaś Russellowi było dane pełnić obowiązki wiceprezydenta. Kiedy kwestie zdrowotne zmusiły Gardinera do rezygnacji trzy lata później, Russell został prezydentem.

### Prezydentura (1883-1884)
Konflikt terytorialny z Wielką Brytanią, który osiągnął apogeum za prezydentury Gardinera, był nierozwiązany do czasów następcy. Dwa miesiące po objęciu urzędu przez Russella, Wielka Brytania zajęła Gallinas, na zachód od rzeki Mano, przyłączając ten teren do Sierra Leone. Wszelkie dodatkowe roszczenia zarówno Brytyjczyków jak i Francuzów, były studzone przez sporadycznie pojawiające się amerykańskie statki wojenne. Amerykańskie władze, mimo próśb z Monrovii odmawiały bardziej zdecydowanych ruchów. Russell, zaraz po Gardinerze, był obwiniany za utratę znacznej ilości terytoriów i prawdopodobnie dlatego nie został wybrany na drugą kadencję.

## Śmierć
Russell zmarł trzy miesiące po odejściu ze stanowiska prezydenta.